# Gruttur
Gruttur är en sjö i Arjeplogs kommun i Lappland och ingår i Skellefteälvens huvudavrinningsområde. Sjön har en area på 1,77 kvadratkilometer och ligger 440 meter över havet.

## Delavrinningsområde
Gruttur ingår i det delavrinningsområde (735147-156044) som SMHI kallar för Utloppet av Gruttur. Medelhöjden är 506 meter över havet och ytan är 26,72 kvadratkilometer. Räknas de 8 avrinningsområdena uppströms in blir den ackumulerade arean 118,83 kvadratkilometer. Bieljaurjåkkå som avvattnar avrinningsområdet har biflödesordning 2, vilket innebär att vattnet flödar genom totalt 2 vattendrag innan det når havet efter 299 kilometer. Avrinningsområdet består mestadels av skog (87 procent). Avrinningsområdet har 2,22 kvadratkilometer vattenytor vilket ger det en sjöprocent på 8,3 procent.